# Le Mystère de la chambre jaune (film, 1949)
Pour les articles homonymes, voir Le Mystère de la chambre jaune (homonymie).
Pour plus de détails, voir Fiche technique et Distribution.
Le Mystère de la chambre jaune est un film français réalisé par Henri Aisner, sorti en 1949, avec Serge Reggiani dans le rôle de Rouletabille.

## Synopsis
Le film est une adaptation cinématographique du roman policier éponyme de Gaston Leroux publié en 1907.

## Fiche technique
- Réalisation : Henri Aisner
- Scénario : Vladimir Pozner d'après le roman de Gaston Leroux
- Chef-opérateur : André Bac
- Décors : Max Douy
- Musique : Guy Bernard[1]
- Montage : Claude Nicole
- Son : Fernand Janisse[2]
- Assistant-réalisateur : Stellio Lorenzi
- Production : Paul-Edmond Decharme[3]
- Format : Son mono - Noir et blanc - 35 mm  - 1,37:1
- Genre : Crime, mystère
- Durée : 90 minutes
- Date de sortie : 
  - France - 15 juin 1949
- Affiche : Henri Cerutti (France)

## Distribution
- Lucien Nat - Robert Darzac
- Hélène Perdrière - Mathilde Stangerson
- Pierre Renoir - Professeur Stangerson
- Serge Reggiani - Joseph Rouletabille
- Janine Darcey - Sylvie
- Marcel Herrand - Larsan
- Gaston Modot - Arthur
- Madeleine Barbulée - La femme de chambre
- Arthur Devère - Père Jacques
- Léonce Corne - Marquet
- Germaine Michel - La cuisinière
- Robert Le Fort - Le secrétaire
- Fabien Loris - Julien